# El joven Ahmed
El joven Ahmed (en francés: Le Jeune Ahmed) es una película dramática belga de 2019 dirigida por los Hermanos Dardenne. La película gira en torno a un joven belga que planea asesinar a su maestro en nombre de su religión. Fue seleccionado para competir por la Palma de Oro en el Festival de Cine de Cannes 2019 . En Cannes, los hermanos Dardenne ganaron el premio al Mejor Director.

## Sinopsis
En la Bélgica actual, Ahmed es un adolescente birracial de madre blanca, que empieza a cambiar en sus creencias, influenciado por su cercanía con Youssouf, un musulmán militante. El cambio en Ahmed no pasa inadvertido para sus familiares o profesores, en especial a su profesora Inés, también musulmana y muy cercana a él desde su infancia. Será cuando Ahmed conozca a Louise cuando se producirá un gran cambio en él que le traerá varias complicaciones.

## Reparto
- Idir Ben Addi  - Ahmed
- Olivier Bonnaud  -  Caseworker
- Myriem Akheddiou  -  Inès
- Victoria Bluck  - Louise
- Claire Bodson  - Madre
- Othmane Moumen  - Imam Youssouf

## Recepción

### Crítica
En el sitio web del agregador de reseñas Rotten Tomatoes, la película tiene una calificación de aprobación del 57% basada en 21 reseñas, con una calificación promedio de 6.55 / 10. El consenso crítico del sitio dice: " no representa el trabajo más desarrollado de los hermanos Dardennes, pero una actuación sólida y una historia socialmente consciente ayudan a compensar sus defectos". Metacritic, que utiliza un promedio ponderado, asignó a la película una puntuación de 65 sobre 100, basada en 9 críticas, indicando "críticas generalmente favorables".

### Premios
| Premio de entrega / Festival de cine | Categoría                    | Nominado/a                          | Resultado |
| ------------------------------------ | ---------------------------- | ----------------------------------- | --------- |
| Festival de Cannes                   | Palme d'Or                   | Palme d'Or                          | Nominada  |
| Festival de Cannes                   | Mejor Director               | Jean-Pierre y Luc Dardenne          | Ganadores |
| Premios César                        | Mejor película extranjera    | Mejor película extranjera           | Nominada  |
| Premios Lumières                     | Mejor película internacional | Mejor película internacional        | Nominada  |
| Premios Magritte                     | Mejor película               | Mejor película                      | Nominada  |
| Premios Magritte                     | Mejor Director               | Jean-Pierre y Luc Dardenne          | Nominados |
| Premios Magritte                     | Mejor guion                  | Jean-Pierre y Luc Dardenne          | Nominados |
| Premios Magritte                     | Mejor actor de reparto       | Othmane Moumen                      | Nominado  |
| Premios Magritte                     | Mejor actriz de reparto      | Myriem Akheddiou                    | Ganadora  |
| Premios Magritte                     | Mejor actriz de reparto      | Claire Bodson                       | Nominada  |
| Premios Magritte                     | Mejor actor de revelación    | Idir Ben Addi                       | Ganador   |
| Premios Magritte                     | Mejor actriz de revelación   | Victoria Bluck                      | Nominada  |
| Premios Magritte                     | Mejor montaje                | Marie-Hélène Dozo                   | Nominada  |
| Seminci                              | Mejor película               | Mejor película                      | Nominado  |
| Seminci                              | Mejor guion                  | Jean-Pierre y Luc Dardenne          | Ganadores |
| Seminci                              | Mejor montaje                | Marie-Hélène Dozo y Tristan Meunier | Ganadores |